# Bahía de Asan
Bahía de Asan es una bahía de Corea del Sur en el Mar Amarillo. El nombre viene de la ciudad de Asan que está ubicada inmediatamente hacia el sur, en donde se encuentran las desembocaduras de varios ríos y donde se separan las provincias de Gyeonggi-do y Chungcheongnam-do. El límite entre la bahía y el resto del Mar Amarillo es impreciso, ya que hay varias islas dispersas.
Los ríos que llegan al mar en la bahía de Asan son como siguen:
- Jaancheon (en el lago Hwaseong)
- Barancheon (en el lago Namyang)
- Anseongcheon (en el lago Asan)
- Gokgyocheon (en el lago Sapgyo)
- Sapgyocheon (en el lago Sapgyo)
- Namwoncheon (en el lago Sapgyo)